# Jozef Chovanec
Jozef Chovanec (Alsókocskóc, 1960. március 7. –) cseh labdarúgóedző, korábban csehszlovák válogatott labdarúgó.
A csehszlovák válogatott tagjaként részt vett az 1990-es világbajnokságon
A 2000-es Európa-bajnokságon Csehországot irányította szövetségi kapitányként.

## Sikerei, díjai

### Játékosként
Sparta Praha
- Csehszlovák bajnok (5): 1983–84, 1984–85, 1986–87, 1987–88, 1992–93
- Csehszlovák kupa (1): 1983–84, 1987–88, 1991–92
- Cseh bajnok (2): 1993–94, 1994–95

PSV Eindhoven
- Holland bajnok (2): 1988–89, 1990–91
- Holland kupa (2): 1988–89, 1989–90

### Edzőként
Sparta Praha
Cseh bajnok (3): 1994–95, 1996–97, 2009–10